# Trigance
Ne doit pas être confondu avec Yannick Trigance.
Trigance est une commune française située dans le département du Var, en région Provence-Alpes-Côte d'Azur.

## Géographie

### Localisation
Dominant la vallée du Jabron, le village est situé à flanc de coteau au pied de la montagne de Breis à 790 mètres d'altitude.

### Géologie et relief
Le village est entouré de hautes collines : montagne de Breis (1 282 m), Chastillon (1 199 m), tantôt arides, tantôt couvertes de magnifiques forêts comme les bois de Colle de Breis, des Défends et de Siounet.
Le site du village Trigance domine la vallée de Jabron, et est inscrit au titre des « sites remarquables ».
Le périmètre de protection autour de la Réserve naturelle géologique de Haute-Provence a été étendu au territoire des communes de Bargème, Le Bourguet, Châteauvieux, Comps-sur-Artuby, La Martre et Trigance (Var),.

### Climat
Pour des articles plus généraux, voir Climat de Provence-Alpes-Côte d'Azur et Climat du Var.
En 2010, le climat de la commune est de type climat méditerranéen franc, selon une étude du Centre national de la recherche scientifique s'appuyant sur une série de données couvrant la période 1971-2000. En 2020, Météo-France publie une typologie des climats de la France métropolitaine dans laquelle la commune est exposée à un climat méditerranéen et est dans une zone de transition entre les régions climatiques « Var, Alpes-Maritimes  » et « Alpes du sud ». 
Pour la période 1971-2000, la température annuelle moyenne est de 11,1 °C, avec une amplitude thermique annuelle de 16,4 °C. Le cumul annuel moyen de précipitations est de 902 mm, avec 6,3 jours de précipitations en janvier et 4,1 jours en juillet. Pour la période 1991-2020, la température moyenne annuelle observée sur la station météorologique de Météo-France la plus proche, « Comps-sur-Artuby », sur la commune de Comps-sur-Artuby à 8 km à vol d'oiseau, est de 11,3 °C et le cumul annuel moyen de précipitations est de 1 010,2 mm. 
La température maximale relevée sur cette station est de 37,2 °C, atteinte le 28 juin 2019 ; la température minimale est de −12,6 °C, atteinte le 20 décembre 2009,,. 
Les paramètres climatiques de la commune ont été estimés pour le milieu du siècle (2041-2070) selon différents scénarios d'émission de gaz à effet de serre à partir des nouvelles projections climatiques de référence DRIAS-2020. Ils sont consultables sur un site dédié publié par Météo-France en novembre 2022.

### Voies de communications et transports

#### Voies routières
La commune est desservie par les départementales D 90 et D 955.

#### Transports en commun
- Transport en Provence-Alpes-Côte d'Azur

Outre les transports scolaires, la commune est desservie par plusieurs lignes de transport en commun.
En effet les collectivités territoriales ont mis en œuvre un « service de transports à la demande » (TAD), réseau régional Zou !.
Les lignes interurbaines :
- Lignes de transports Zou !. La Région Sud est la collectivité compétente en matière de transports non urbains, en application de la loi NOTRe (Nouvelle Organisation Territoriale de la République).

## Urbanisme

### Typologie
Au 1er janvier 2024, Trigance est catégorisée commune rurale à habitat très dispersé, selon la nouvelle grille communale de densité à sept niveaux définie par l'Insee en 2022.
Elle est située hors unité urbaine et hors attraction des villes,.

### Occupation des sols

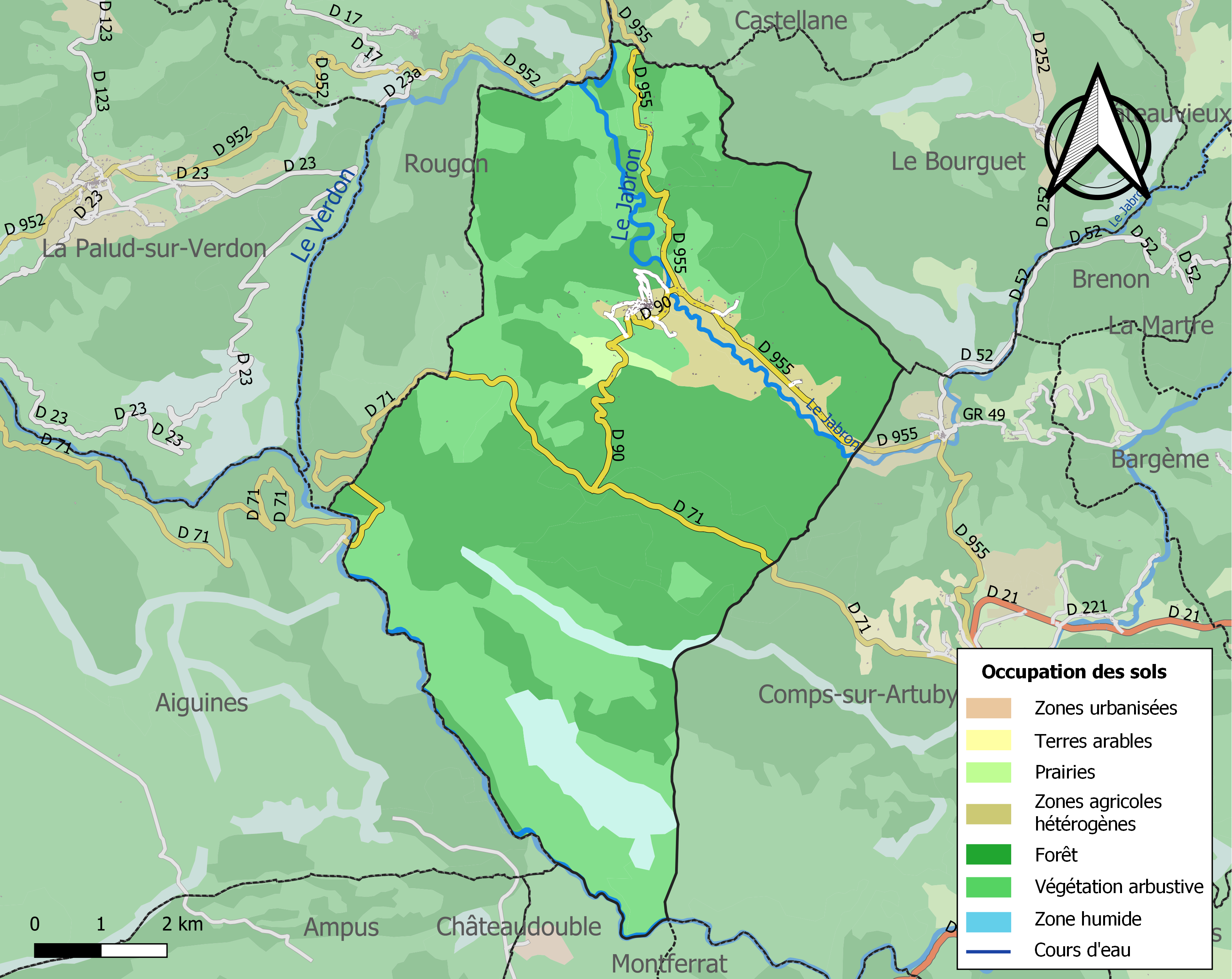
Carte des infrastructures et de l'occupation des sols de la commune en 2018 (CLC).

Le tableau ci-dessous présente l'occupation des sols de la commune en 2018, telle qu'elle ressort de la base de données européenne d'occupation biophysique des sols Corine Land Cover (CLC).
| Type d’occupation                                                                   | Pourcentage | Superficie (en hectares) |
| ----------------------------------------------------------------------------------- | ----------- | ------------------------ |
| Prairies et autres surfaces toujours en herbe                                       | 0,9 %       | 53                       |
| Systèmes culturaux et parcellaires complexes                                        | 4,1 %       | 248                      |
| Surfaces essentiellement agricoles interrompues par des espaces naturels importants | 0,7 %       | 41                       |
| Forêts de feuillus                                                                  | 16,8 %      | 1023                     |
| Forêts de conifères                                                                 | 28,0 %      | 1711                     |
| Forêts mélangées                                                                    | 12,0 %      | 733                      |
| Pelouses et pâturages naturels                                                      | 7,2 %       | 439                      |
| Landes et broussailles                                                              | 17,7 %      | 1080                     |
| Forêt et végétation arbustive en mutation                                           | 7,6 %       | 465                      |
| Végétation clairsemée                                                               | 5,0 %       | 307                      |
| Source : Corine Land Cover                                                          |             |                          |

L'occupation des sols met en évidence la prédominance de la forêt, qui occupe 56,8 % de la surface communale, sur la végétation arbustive et/ou herbacée, qui en occupe 32,5 % et les territoires agricoles, qui en occupent seulement 5,7%.

### Hydrographie et eaux souterraines
Un schéma d'aménagement et de gestion des eaux sur le bassin versant du Verdon a été réalisé.
Cours d'eau sur la commune ou à son aval ;
- rivières le Verdon, le Jabron, l'Artuby,
- ravins du Riu, de la Doux,
- vallons de Bonne, des Graus de Comp, Serre-Meyant, Villegrasse, Malherbe, du Lavandou, de Gaudemard, du Gros, de la Croix, du Grand.

### Protection de l'environnement
La commune dispose d'une station d'épuration de 300 Équivalent Habitants.

### Sismicité
Il existe trois zones de sismicité dans le Var : 
- Zone 0 : risque négligeable. C'est le cas de bon nombre de communes du littoral varois, ainsi que d'une partie des communes du centre Var. Malgré tout, ces communes ne sont pas à l'abri d'un effet tsunami, lié à un séisme en mer.
- Zone Ia : risque très faible. Concerne essentiellement les communes comprises dans une bande allant de la montagne Sainte-Victoire au massif de l'Esterel.
- Zone Ib : risque faible. Ce risque, le plus élevé du département mais qui n'est pas le plus haut de l'évaluation nationale, concerne 21 communes du nord du département.

La commune de Trigance est en zone sismique de faible risque Ib.

## Toponymie
Trigance s'écrit Trigança en provençal classique et Triganço en provençal de norme mistralienne,.

## Histoire
À 4 km au nord-est du village se trouve le château de Soleils. On y a découvert plusieurs vestiges de sépultures datant de l'âge du fer.
Hormis quelques monnaies et un sarcophage de marbre, l'occupation romaine a laissé peu de traces.
Citée en 814, la "villa tregentia" dépendait de l'abbaye de Saint-Victor de Marseille. Le château était primitivement situé sur le sommet de Biach, à 1 213 m d'altitude. En 1252, le comte de Provence y possédait des droits.
Au XIVe siècle, la reine Jeanne l'inféoda à Jean de Raimondis, un de ses hommes d'armes, puis la seigneurie appartint successivement aux Raymondis aux Demandolx, aux Valbelle, et Castellane-Majastres.
En 1342, la communauté de Trigance est rattachée à la viguerie de Castellane (actuel département des Alpes-de-Haute-Provence) par le comte de Provence.
Lors de la guerre de Succession d'Autriche, une armée austro-sarde envahit la Provence et occupe Trigance en décembre 1746 (le château notamment sert à héberger les troupes). Elle est repoussée par une offensive des troupes franco-espagnoles les 21 et 22 janvier.

## Politique et administration

### Liste des maires
| Période                                  | Période  | Identité                           | Étiquette   | Qualité               |
| ---------------------------------------- | -------- | ---------------------------------- | ----------- | --------------------- |
| 1790                                     | 1791     | Jean-Joseph Antelme                |             | Tailleur d'habits     |
| 1791                                     | 1792     | Pierre André                       |             | Cardeur à laine       |
| 1792                                     | 1793     | Joseph Rouvier                     |             | Cordonnier            |
| 1793                                     | 1793     | Jean Giraud                        |             | Propriétaire          |
| 1793                                     | 1808     | Michel-Dominique Aycard            |             | Officier de santé     |
| 1808                                     | 1809     | Jean-Baptiste Trotobas             |             | Propriétaire          |
| 1809                                     | 1821     | Antoine Rouvier dit l'Abbé         |             | Propriétaire          |
| 1821                                     | 1830     | Jean-Joseph Bertrand               |             | Propriétaire          |
| 1830                                     | 1831     | Joseph Aycard                      |             | Propriétaire          |
| 1831                                     | 1836     | Victor-Barthélémy Bain             |             | Menuisier             |
| 1836                                     | 1837     | Antoine Aycard                     |             | Propriétaire          |
| 1837                                     | 1839     | Jean-André Bertrand                |             | Négociant             |
| 1839                                     | 1840     | Thomas Lambert                     |             | Cordonnier            |
| 1840                                     | 1843     | Frédéric Aycard                    |             | Propriétaire          |
| 1843                                     | 1848     | Joseph-Antoine Cartier             |             | Notaire               |
| 1848                                     | 1850     | Joseph Lions                       |             | Cordonnier            |
| 1850                                     | 1865     | Joseph-Jean-Baptiste-François Paul |             | Maréchal-ferrant      |
| 1865                                     | 1870     | Jean-Joseph de Jacques Rouvier     |             | Tisserand             |
| 1870                                     | 1876     | André Aycard                       |             | Menuisier             |
| 1876                                     | 1878     | Hippolyte Troin                    |             | Propriétaire          |
| 1878                                     | 1884     | Pierre Bertrand                    |             | Cafetier              |
| 1884                                     | 1892     | Frédéric-Antoine Rouvier           |             | Propriétaire          |
| 1892                                     | ?        | Émile Rouvier                      |             | Boulanger             |
| Les données manquantes sont à compléter. |          |                                    |             |                       |
| juin 1995                                | mai 2020 | Bernard Clap                       | PS puis DVG | Hôtelier restaurateur |
| 18 mai 2020                              | en cours | Stéphane Laval                     |             |                       |

### Budget et fiscalité 2019
En 2019, le budget de la commune était constitué ainsi :
- total des produits de fonctionnement : 351 000 €, soit 1 895 € par habitant ;
- total des charges de fonctionnement : 346 000 €, soit 1 869 € par habitant ;
- total des ressources d’investissement : 350 000 €, soit 1 894 € par habitant ;
- total des emplois d’investissement : 316 000 €, soit 1 708 € par habitant ;
- endettement : 126 000 €, soit 817 € par habitant.

Avec les taux de fiscalité suivants :
- taxe d’habitation : 13,50 % ;
- taxe foncière sur les propriétés bâties : 5,03 % ;
- taxe foncière sur les propriétés non bâties : 87,84 % ;
- taxe additionnelle à la taxe foncière sur les propriétés non bâties : 0 % ;
- cotisation foncière des entreprises : 0 %.

Chiffres clés Revenus et pauvreté des ménages en 2018 : Médiane en 2018 du revenu disponible, par unité de consommation : 15 970 €.

### Intercommunalité
Précédemment, Trigance relevait de la communauté de communes Artuby Verdon composée de 9 communes. Le 1er janvier 2017, cinq d'entre elles ont été rattachées à la communauté de communes Lacs et Gorges du Verdon (CCLGV) et quatre à la communauté d'agglomération dracénoise.
La communauté de communes « Lacs et Gorges du haut-Verdon (LGV) » constituée initialement de 11 communes (Aiguines ; Artignosc-sur-Verdon ; Aups ; Baudinard-sur-Verdon ; Bauduen ; Moissac-Bellevue ; Les Salles-sur-Verdon ; Régusse ; Tourtour ; Vérignon ; Villecroze) comprend désormais 16 communes après intégration de 5 communes supplémentaires au 1er janvier 2017 : Trigance, Le Bourguet, Brenon, Châteauvieux et La Martre,.
Son président en exercice est Rolland Balbis (Maire de Villecroze).
|     | Attributions                                       | Identité                 | Qualité                      |
| --- | -------------------------------------------------- | ------------------------ | ---------------------------- |
| 1er | Administration générale et finances                | Raymonde Carletti        | Maire de La Martre           |
| 2e  | Aménagement du Territoire (SCOT) et transition éne | Antoine Faure            | Maire d'Aups                 |
| 3e  | Tourisme et Itinérance                             | Charles-Antoine Mordelet | Maire d'Aiguines             |
| 4e  | Agriculture, Fibre et numérique, Développement éco | Fabien Brieugne          | Maire de Tourtour            |
| 5e  |                                                    | Pierre Constant          | Commune de Villecroze        |
| 6e  |                                                    | Serge Constans           | Maire d'Artignosc-sur-Verdon |

## Population et société

### Démographie

#### Évolution démographique
L'évolution du nombre d'habitants est connue à travers les recensements de la population effectués dans la commune depuis 1793. Pour les communes de moins de 10 000 habitants, une enquête de recensement portant sur toute la population est réalisée tous les cinq ans, les populations de référence des années intermédiaires étant quant à elles estimées par interpolation ou extrapolation. Pour la commune, le premier recensement exhaustif entrant dans le cadre du nouveau dispositif a été réalisé en 2008.

En 2022, la commune comptait 221 habitants, en évolution de +21,43 % par rapport à 2016 (Var : +4,98 %, France hors Mayotte : +2,11 %).
| 1793 | 1800 | 1806 | 1821 | 1831 | 1836 | 1841 | 1846 | 1851 |
| ---- | ---- | ---- | ---- | ---- | ---- | ---- | ---- | ---- |
| 701  | 714  | 731  | 816  | 753  | 672  | 583  | 621  | 635  |

| 1856 | 1861 | 1866 | 1876 | 1881 | 1886 | 1891 | 1896 | 1901 |
| ---- | ---- | ---- | ---- | ---- | ---- | ---- | ---- | ---- |
| 593  | 587  | 582  | 470  | 493  | 467  | 469  | 407  | 403  |

| 1906 | 1911 | 1921 | 1926 | 1931 | 1936 | 1946 | 1954 | 1962 |
| ---- | ---- | ---- | ---- | ---- | ---- | ---- | ---- | ---- |
| 351  | 328  | 230  | 223  | 192  | 185  | 138  | 117  | 106  |

| 1968 | 1975 | 1982 | 1990 | 1999 | 2006 | 2008 | 2013 | 2018 |
| ---- | ---- | ---- | ---- | ---- | ---- | ---- | ---- | ---- |
| 100  | 107  | 122  | 120  | 150  | 158  | 160  | 175  | 200  |

| 2022 | - | - | - | - | - | - | - | - |
| ---- | - | - | - | - | - | - | - | - |
| 221  | - | - | - | - | - | - | - | - |

| Population sous l’Ancien Régime |      |      |      |
| Date                            | 1315 | 1471 | 1540 |
| Population en feux              | 52   | 20   | 80   |

### Enseignement
Établissements d'enseignements :
- Écoles maternelle et primaire sur la commune[46],
- Collège à Castellane,
- Lycées à Draguignan.

### Santé
- Professionnels de santé :
  - Maison de santé pluridisciplinaire Max-Demaria à Comps-sur-Artuby[47] à 11 km,
  - Médecins, kinésithérapeute à Comps-sur-Artuby.
- L'hôpital local de Castellane[48] est à 20 km.
- L'hôpital le plus proche est le centre hospitalier de la Dracénie et se trouve à Draguignan, à 45 km[49],[50]. Il dispose d'équipes médicales dans la plupart des disciplines[51] : pôles médico-technique ; santé mentale ; cancérologie ; gériatrie ; femme-mère-enfant ; médecine-urgences ; interventionnel.
- La communauté de communes dispose désormais, à Aups (55 km)[52], d'une Maison de santé pluriprofessionnelle (Médecine générale, Médecine spécialisée, Paramédical, Soins infirmiers), et intégrant également un lieu ressource "Social et solidaire"[53]  intégrant un lieu ressource "Social et solidaire".
- Le Centre hospitalier de Digne-les-Bains est à 77 km.

### Cultes
- Culte catholique, Saint Michel, paroisse de Comps-sur-Artuby, diocèse de Fréjus-Toulon[54].

### Activités sportives
Un circuit cyclotouriste  appelé "Le Toit du Var no 7" permet de découvrir les villages environnants.
Le grand canyon offre de nombreuses activités sportives : rafting, canyoning, escalade, pêche, vélo tout terrain (VTT), sports équestres et les randonnées. Des sauts en élastiques sont organisés au pont de l'Artuby (le plus haut pont d'Europe 182 m.
À partir du mont Lachens (1 700 m d'altitude),vous pourrez également pratiquer le parapente et le deltaplane.

## Économie

### Entreprises et commerces

#### Agriculture
- Activités agricoles[56] : La ferme aux lavandes[57]. La commune de Trigance recherche de(s) futur(s) exploitant(s) pour des terres agricoles dont elle est propriétaire[58].
- Société consortium italien construction machines agricoles (CICMA)[59].

#### Tourisme
- Gîtes[60], chambres d'hôtes[61],
- Hôtel[62] et restaurants : château de Trigance[63] ; Le Moulin du soleils[64].

#### Commerces
- Commerce et artisanat[65].

## Culture locale et patrimoine

### Peintres à Trigance
Alain Crozals École de Peinture de Trigance

### Lieux et monuments
Un sentier historique a été créé permettant de découvrir ce « village perché de Provence », ainsi qu'un sentier botanique qui permet de découvrir la flore du haut-pays varois.

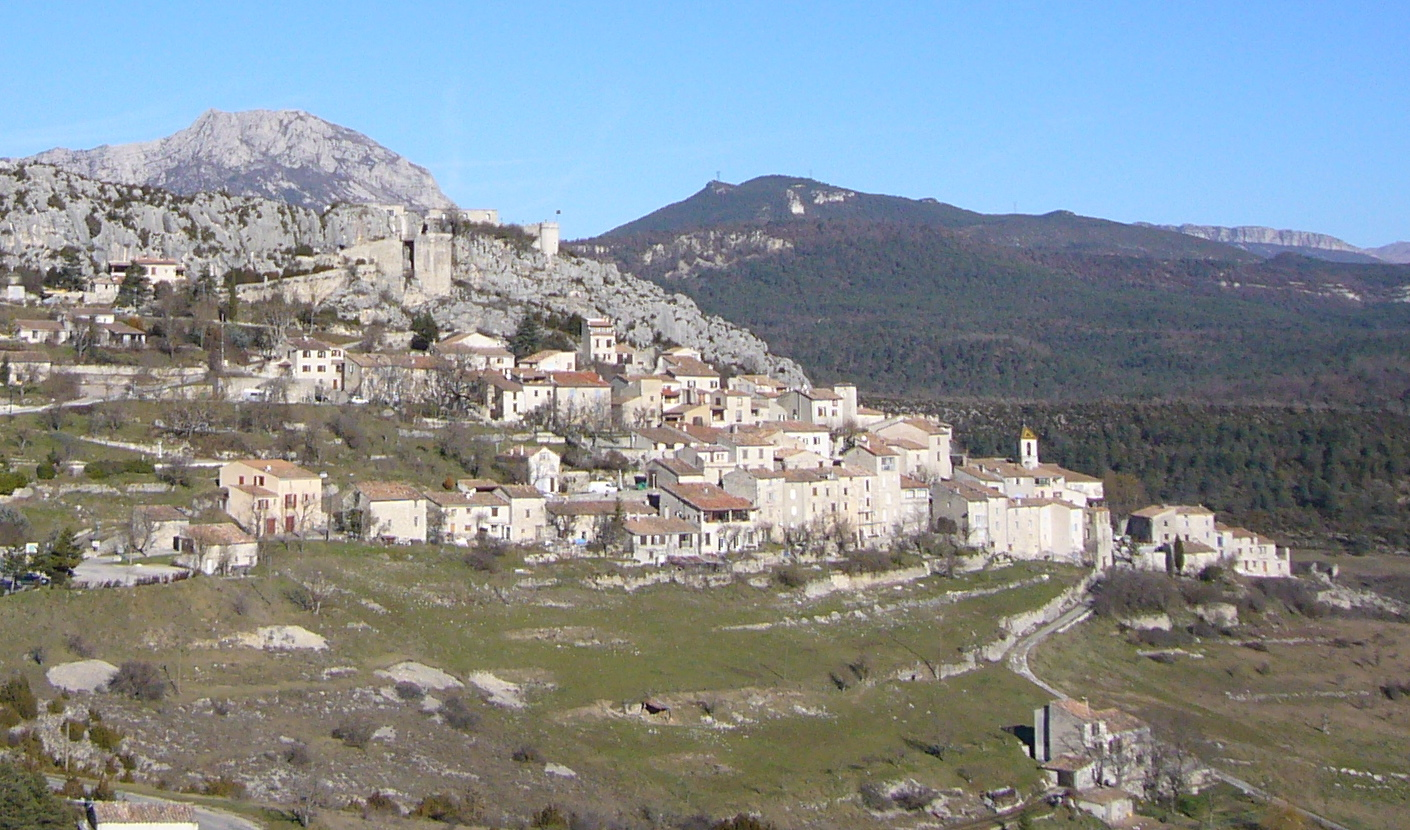
Vue du village.
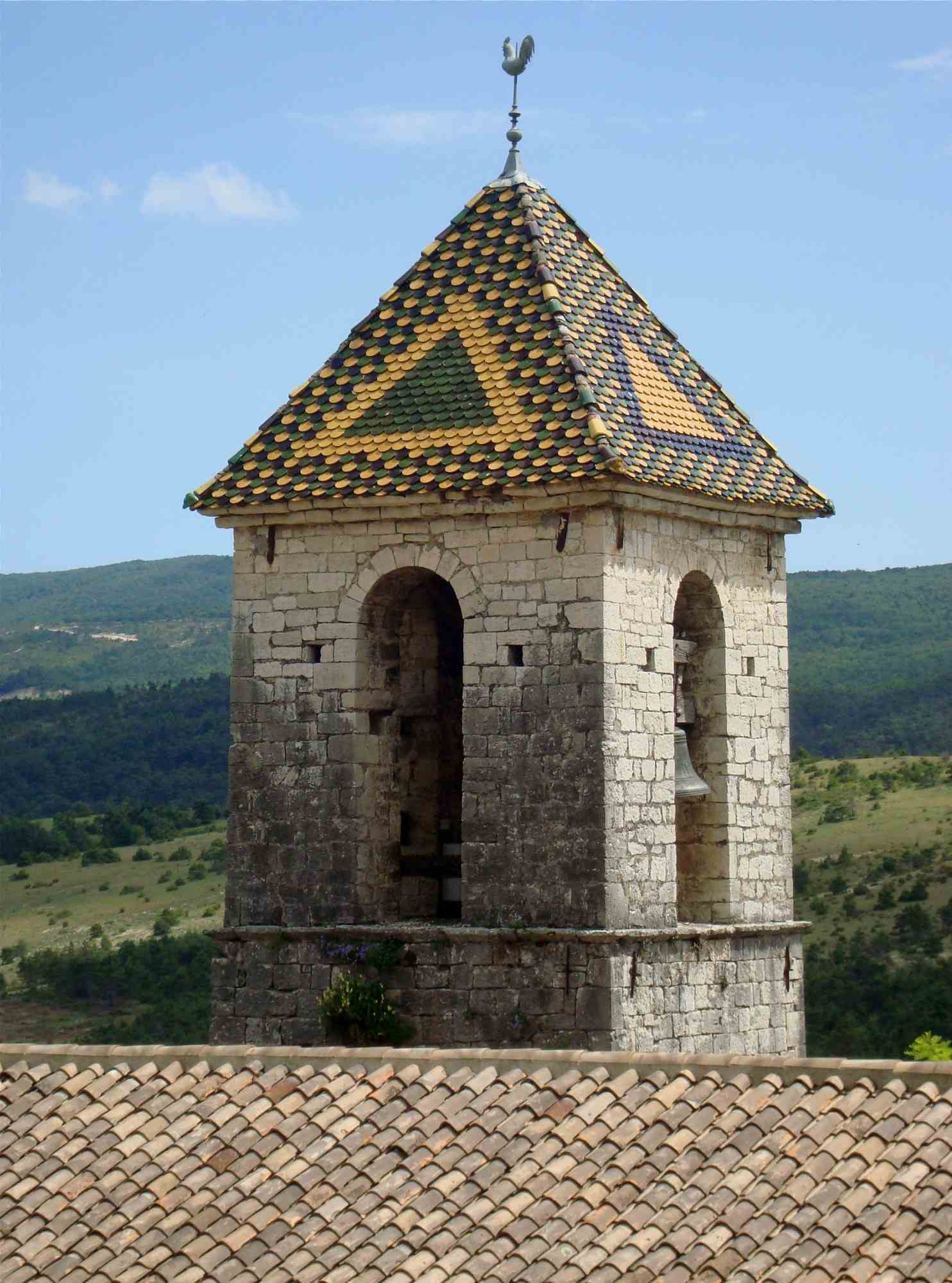
Église Saint-Michel.
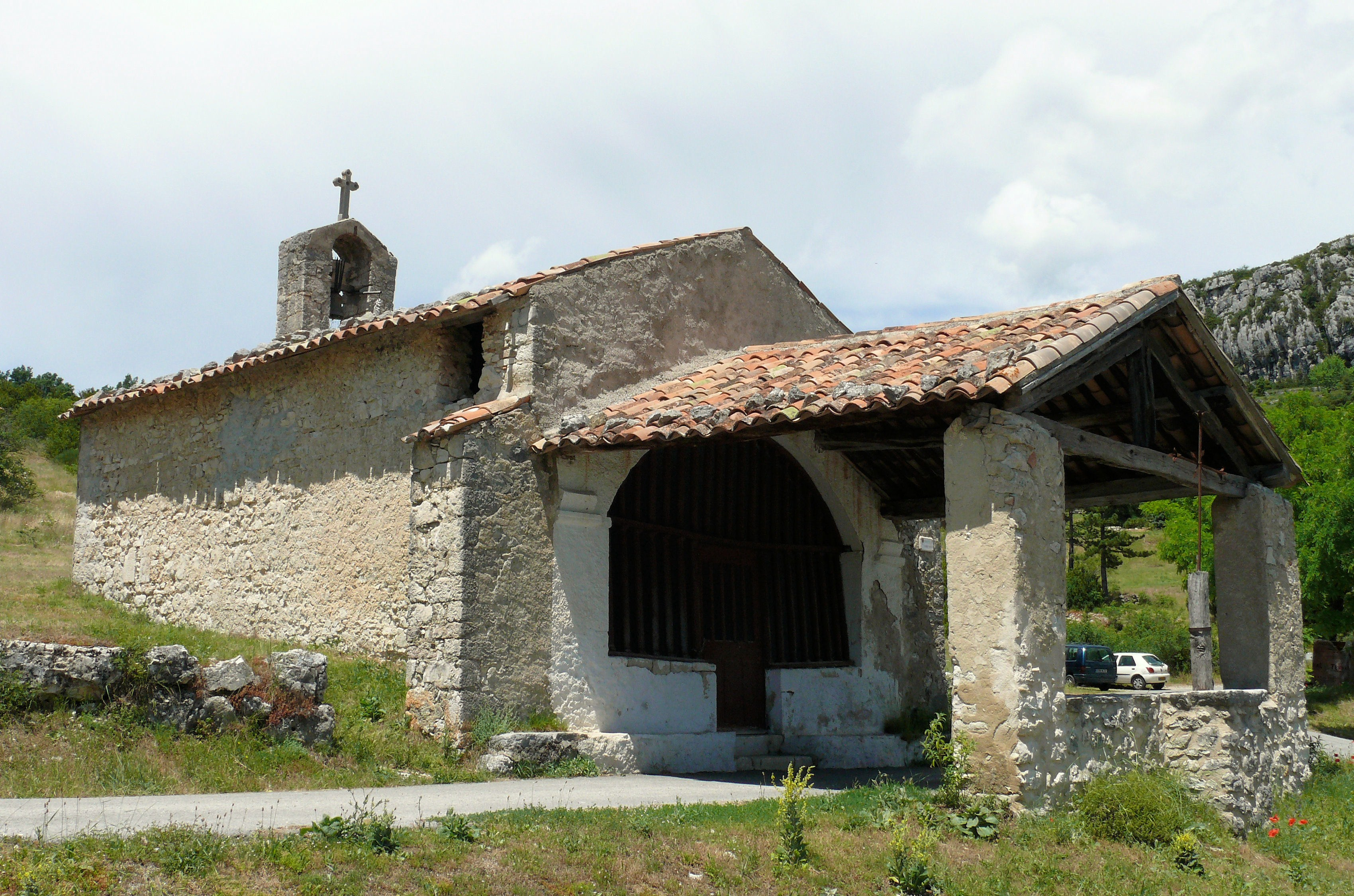
Chapelle Saint-Roch.
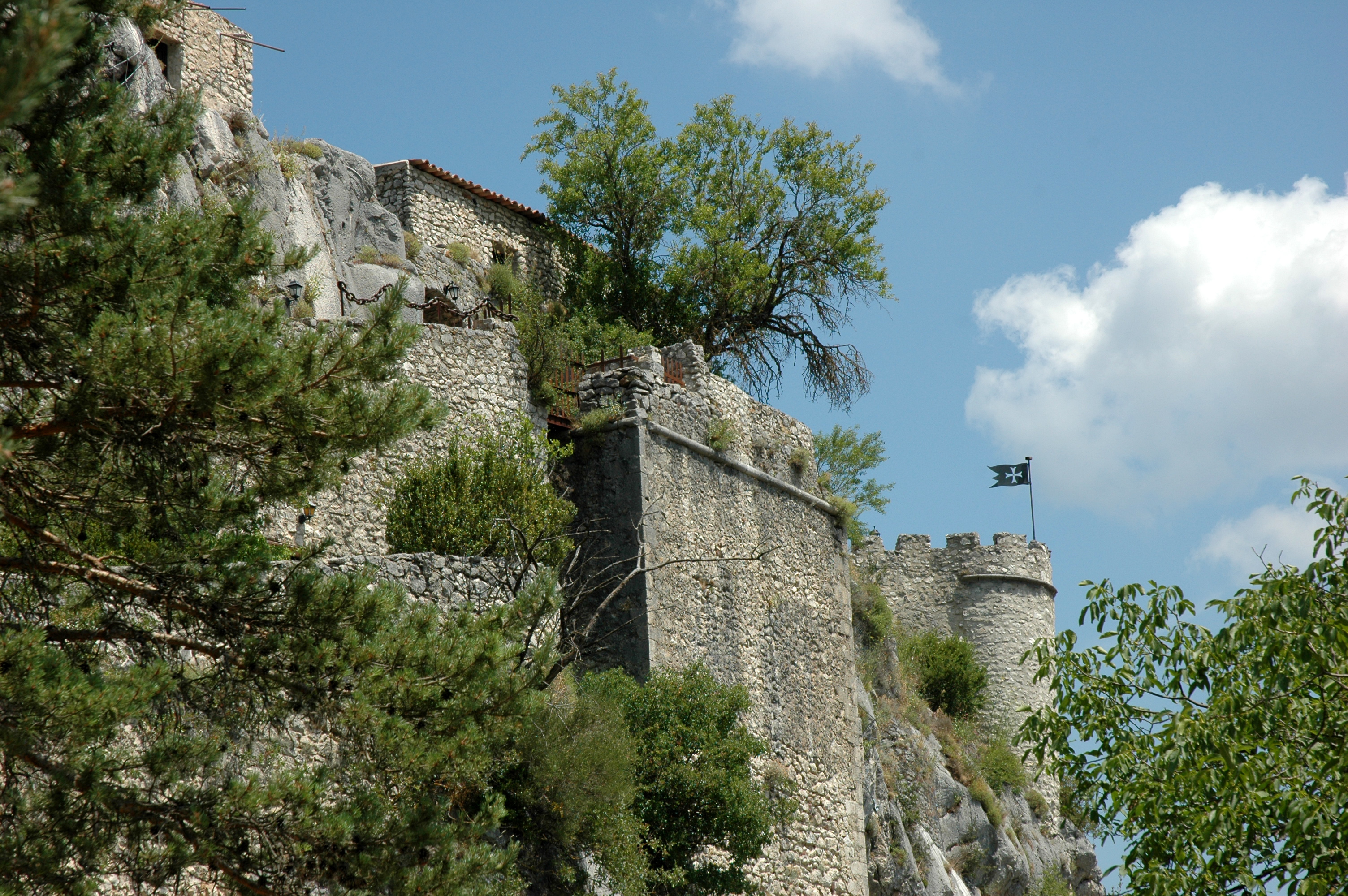
Château de Trigance.

Patrimoine civil et naturel
- Le bourg castral d'Estelle[67], petit « castrum de Stela »[68].
- Le château de Trigance[69].

Forteresse du IXe siècle ou XIe siècle ? édifiée par les moines de l'abbaye Saint-Victor de Marseille,. Il a accueilli deux principales familles seigneuriales, les Demandolx et les Valbelle qui se succédèrent entre le XVe siècle et le XVIIIe siècle, à la tête du fief de Trigance. Réhabilité, le château est réutilisé en hôtel-restaurant à partir de 1964.
- Le pont sur le Jabron, à trois arches, date du XVIIIe siècle[74].
- Le moulin à farine de Soleils, avec son mécanisme, construit en 1861[75],[76],[77].
- Le lavoir et les fontaines[78].
- Sites naturels[79] offrant de nombreuses possibilités de randonnées[80].
- Cavités souterraines[81] : La grotte et la cascade au Pas-de-la-Chapelle[82].

Patrimoine religieux
- L'église Saint-Michel avec son clocher constitué d'une tour carrée coiffée d'un toit à quatre pentes couvert de tuiles polychromes, et sa cloche de 1782[83].

Il est fait mention de l’église Saint-Michel dans une bulle du pape Grégoire IX datée de 1225.
- La chapelle Saint-Roch[85].

Construite en 1629 à l'ouest du village à la suite d'un vœu de la population, avec sa cloche de 1642. Saint Roch était invoqué pour être protégé des maladies contagieuses, et en particulier de la peste. Chaque année, le 16 août, fête de saint Roch, les habitants célèbrent une messe pour saint Roch devenu le patron du village.
- La chapelle Notre-Dame de Saint-Julien[88].
- Le monument aux morts[89].

### Personnalités liées à la commune
- Famille de Demandols : seigneurs de Trigance et d'Estelle.

### Héraldique
|  | Les armoiries de Trigance se blasonnent ainsi : D'or à trois fasces de sable ; au chef de gueules chargé d'une main dextre appaumée d'argent posée en pal (d'Hozier). On trouve chez Louis de Bresc (armoirial des communes de Provence), la main en fasce. |